# Le piccole cose della vita
Le piccole cose della vita (Tiny Beautiful Things) è una miniserie televisiva statunitense ideata da Liz Tigelaar e basata sul libro di Cheryl Strayed Piccole cose meravigliose.

## Trama
Mentre la vita della scrittrice Clare Pierce sta per andare in pezzi, le viene suggerito di diventare editorialista di una popolare rubrica di consigli sotto lo pseudonimo di «Cara Sugar».

## Puntate
| nº | Titolo originale | Titolo italiano  | Pubblicazione |
| -- | ---------------- | ---------------- | ------------- |
| 1  | Pilot            | Pilota           | 7 aprile 2023 |
| 2  | Your Sugars      | Tua, dolcezza    | 7 aprile 2023 |
| 3  | The Ghost Ship   | La nave fantasma | 7 aprile 2023 |
| 4  | Under the Stars  | Sotto le stelle  | 7 aprile 2023 |
| 5  | The Nose         | Il naso          | 7 aprile 2023 |
| 6  | Broken Things    | Cose rotte       | 7 aprile 2023 |
| 7  | Go               | Vai              | 7 aprile 2023 |
| 8  | Love             | Amore            | 7 aprile 2023 |

## Personaggi e interpreti

### Principali
- Clare Pierce, interpretata da Kathryn Hahn (adulta) e da Sarah Pidgeon (giovane), doppiata da Tania De Domenico (adulta) e da Gea Riva (giovane).
Operatrice sanitaria in una casa di riposo e scrittrice.
- Danny Kincade, interpretato da Quentin Plair, doppiato da Diego Baldoin.
Secondo marito di Clare.
- Frankie Rae Kincade, interpretata da Tanzyn Crawford, doppiata da Martina Tamburello.
Figlia adolescente di Clare e Danny.

### Ricorrenti
- Amy Adler, interpretata da Michaela Watkins, doppiata da Marina Thovez.
Barista e migliore amica di Clare.
- Lucas Pierce, interpretato da Owen Painter, doppiato da Andrea Oldani.
Fratello minore di Clare.
- Mel Green, interpretata da Tijuana Ricks, doppiata da Stefania Patruno.
Terapista di coppia di Clare e Danny.
- Frankie Pierce, interpretata da Merritt Wever, doppiata da Maddalena Vadacca.
Madre malata di Clare e Lucas.
- Shan, interpretata da Elizabeth Hinkler, doppiata da Annalisa Longo.
Receptionist presso la casa di riposo.
- Zach Charles, interpretato da Julien Marlon Samani, doppiato da Omar Maestroni.
Autista di uber con cui Clare finisce a letto.
- Jess, interpretato da Johnny Berchtold.
Primo marito di Clare.
- Montana, interpretata da Aneasa Yacoub, doppiata da Deborah Morese.
Amica di Rae.
- Beverly Ohashi, interpretata da Mutsuko Erskine, doppiata da Dania Cericola.
Madre di Krystal malata di Alzheimer.
- Gene Pierce, interpretato da Ted Levine, doppiato da Massimiliano Lotti.
Padre alcolista di Clare e Lucas.

## Produzione
Cheryl Strayed aveva discusso di adattare il suo libro Piccole cose meravigliose con Laura Dern e Reese Witherspoon mentre lavoravano insieme per il film del 2014 Wild, adattato dalle memorie di Strayed.
Liz Tigelaar è l’ideatrice e la sceneggiatrice del progetto, prodotto da ABC Signature e Hello Sunshine. Tigelaar è anche produttrice esecutiva insieme a Witherspoon, Dern, Lauren Neustadter, Stacey Silverman, Jayme Lemons, Cheryl Strayed e Kathryn Hahn. Tigelaar ha descritto la miniserie raffigurando una versione alternativa di quanto scritto da Strayed "non avendo compiuto un'escursione nella Pacific Crest Trail" nel suo libro Wild - Una storia selvaggia di avventura e rinascita.
Nel giugno 2022 è stato annunciato che Kathryn Hahn avrebbe interpretato il ruolo di Clare. Nell'agosto seguente, Sarah Pidgeon e Tanzyn Crawford sono entrate a far parte del cast.

## Distribuzione
Negli Stati Uniti la miniserie è stata distribuita su Hulu il 7 aprile 2023 mentre negli altri Paesi è approdata su Disney+ lo stesso giorno.

## Accoglienza

### Critica
La miniserie ha ricevuto recensioni positive dalla critica. Rotten Tomatoes riporta l'85% delle recensioni professionali positive, con un voto medio di 7,60 su 10 basato su 40 critiche. Il consenso critico del sito web indica: «Le piccole cose della vita è piena di scelte narrative scomode, ma l'interpretazione espressiva di Kathryn Hahn è un grande vantaggio che mantiene questo adattamento saldamente avvincente.» Metacritic, invece, ha assegnato un punteggio di 73 su 100 basato su 14 recensioni, indicando "recensioni generalmente favorevoli".
Joel Keller di Decider ha affermato: «Kathryn Hahn rende Le piccole cose della vita coinvolgente da guardare, principalmente perché è così brava a interpretare qualcuno che a malapena tiene insieme le cose. Ma il resto della serie, specialmente le scene di flashback, ci regala un quadro abbastanza completo del perché il suo personaggio continua a crescere.» Taylor Gates di Collider, ha assegnato alla miniserie un voto di A-, apprezzando l'interpretazione di Kathryn Hahn, e complimentandosi per l'umorismo, scrivendo: «Le piccole cose della vita utilizza la specificità per offrire commenti sulle esperienze universali e ha la capacità unica di spogliare gli argomenti più complessi nelle loro parti più semplici e risonanti. E per questo devo dire: grazie.»

## Riconoscimenti
- 2023 – Golden Trailer Awards[12]
  - Candidatura alla miglior serie drammatica
- 2023 – Hollywood Critics Association Television Awards[13]
  - Candidatura alla miglior attrice in una miniserie o film in streaming a Kathryn Hahn
  - Candidatura alla miglior attrice non protagonista in una miniserie o film in streaming a Sarah Pidgeon
- 2023 – Premio Emmy[14]
  - Candidatura per la miglior attrice protagonista in una miniserie, serie antologica o film TV a Kathryn Hahn
  - Candidatura per la miglior attrice non protagonista in una miniserie, serie antologica o film TV a Merritt Wever